# オールドカタラクト
ホテルオールドカタラクト(仏: Old Cataract）は、エジプト、アスワンにあるホテル。アコーホテルズが最高級ブランドソフィテルで展開するホテルの一つである。
ソフィテルグループのホテルの中でも特に歴史のあるものはソフィテルレジェンドに分類されるが、2011年1月に改修工事を終え営業再開の際に、このオールドカタラクトもそのひとつとなる予定（2010年9月現在）。

## 概要

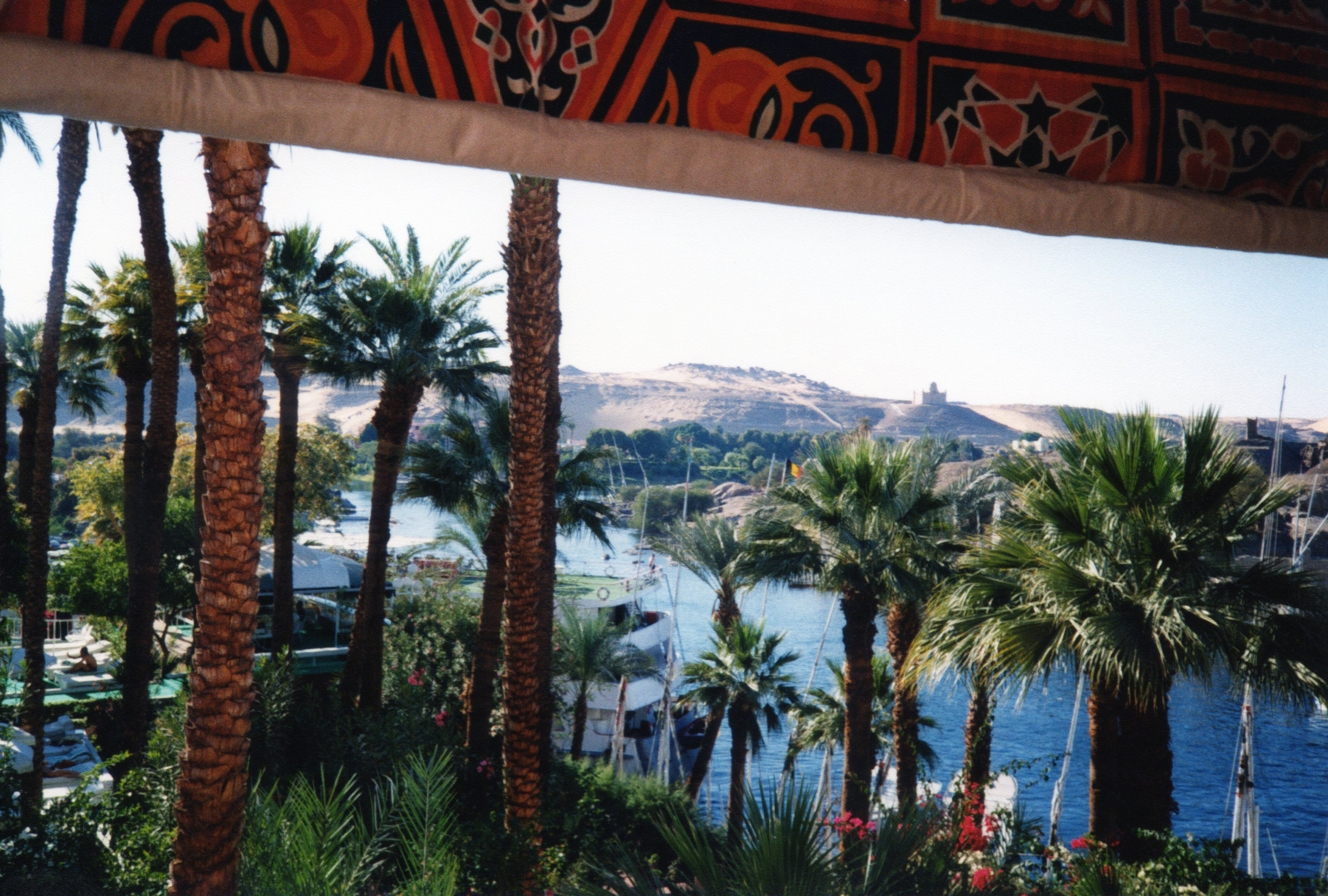
旧館館内よりナイル川を望む

ナイル川沿いの岬の上の建つコロニアル様式のホテル。

## 歴史
建物は1899年に建てられた。ホテルとなってからはフランソワ・ミッテラン、ウィンストン・チャーチル、ダイアナ妃やアガサ・クリスティなども訪れている。